# Saint Seiya: Ougon Densetsu Kanketsu Hen
Saint Seiya: Ougon Densetsu Kanketsu Hen, noto anche come Saint Seiya Gold Legend Finish, è un videogioco di genere picchiaduro a scorrimento e di ruolo ambientato nel mondo dei Cavalieri dello zodiaco: il giocatore gioca con Pegasus e gli altri Cavalieri di bronzo per sconfiggere i dodici Cavalieri d'oro e il Grande Sacerdote Arles.
Il gioco consiste nello scegliere uno dei Cavalieri di Atena ad ogni nuovo scenario e affrontare un percorso, dove gli ostacoli sono burroni, soldati nemici e massi. Durante il percorso si accumulano punti per il Settimo senso per ogni nemico ucciso o masso distrutto ma si possono perdere anche Punti vita per ogni colpo subito. Alla fine del percorso si giunge alla Casa dello Zodiaco dove ci si batte con il Cavaliere d'oro che la presiede. Si hanno quindi diverse opzioni: "Attacca" (con un colpo segreto), "Parla" (con l'avversario, utile per scoprire un suo eventuale punto debole o imparare nuove tecniche), "Ritirati" (il personaggio che si sta usando scappa dalla battaglia e se ne può scegliere un altro), "Valori" (mostra i tuoi valori attuali e quelli dell'avversario).
Più si segue fedelmente la trama originale e più si è avvantaggiati negli scontri, per esempio Pegasus risulta più forte contro il Cavaliere d'oro del Toro, infatti in caso di sconfitta si può tornare in vita grazie all'aiuto di Castalia che dona al ragazzo anche altri punti per il Settimo senso. In altri scontri invece si è obbligati a scegliere il personaggio giusto, altrimenti non si può proseguire col gioco, per esempio nello scontro tra Pegasus e Ioria o Sirio e Capricorn.